# Syngrapha snowii
Syngrapha snowii là một loài bướm đêm trong họ Noctuidae.